# Fenoloxidázová kaskáda
Fenoloxidázová kaskáda je jedním z hlavních vrozených obranných mechanismů u většiny bezobratlých živočichů. Tento proces vede v konečné fázi k melanizaci patogenů. Proces melanizace je závislý na aktivaci enzymu fenoloxidázy (PO), která je aktivována profenoloxidázu aktivujícím systémem (proPO-AS). Současně s aktivací fenoloxidázové kaskády dochází k tvorbě dalších faktorů účastnících se imunitních reakcí u bezobratlých, jako je generování faktorů podporující cytotoxickou opsonizační nebo enkapsulační aktivitu. Fenoloxidázová kaskáda se u bezobratlých (především u hmyzu) podílí na třech fyziologicky důležitých procesech, jako je kromě obranné reakce také sklerotizace kutikuly a hojení ran.

## Profenoloxidázu aktivující systém
Fenoloxidázová kaskáda začíná rozpoznáním mikrobiálních PAMPs (pathogen-associated molecular patterns) včetně LPS (Gramnegativní bakterie), peptidoglykanů (Grampozitivní bakterie) a β-1,3-glukanů (houby). Interakce PAMPs s PRPs (pattern-recognition proteins) aktivuje sérii serinových proteáz, které dále proteolyticky štěpí profenoloxidázový (proPO) zymogen a tím vzniká aktivní fenoloxidáza (PO).   Během aktivace proPO systému dochází také k tvorbě reaktivních meziproduktů, jako jsou látky podobné chinonu, reaktivní kyslíkové intermediátory (ROI) nebo oxid dusnatý (NO), které mají cytotoxickou aktivitu vůči mikroorganismům a zabraňují vniknutí dalších patogenů do organismu.

## Proces melanizace
Aktivní PO je důležitá v počátečních fázích procesu melanizace, kdy katalyzuje hydroxylaci monofenolů (tyrozinu) na difenoly (DOPA) a následnou oxidaci difenolů na dichinony. Takto vzniklé dichinony mění rychle a neenzymaticky svou strukturu na dopachrom, který je působením dopachrom izomerázy přeměněn na indol a v konečné fázi procesu dochází oxidací a polymerizací indolů ke vzniku melaninu. Melanin je rychle ukládán kolem patogenu, čímž omezuje jeho schopnost poškozovat hostující organismus. Ukládáním melaninu v místě poškození také dochází k zabránění další ztrátě hemolymfy.
Dlouhodobá nebo nadměrná produkce látek vznikajících v průběhu PO kaskády může vést k poškození tkání a smrti buněk v místě reakce. Z tohoto důvodu jsou tyto reakce přísně regulovány.